# Saint-Étienne-de-Chigny
Saint-Étienne-de-Chigny település Franciaországban, Indre-et-Loire megyében. Lakosainak száma 1595 fő (2022. január 1.). Saint-Étienne-de-Chigny Ambillou, Berthenay, Cinq-Mars-la-Pile, Luynes és Mazières-de-Touraine községekkel határos.

## Népesség
A település népessége az elmúlt években az alábbi módon változott:
| Lakosok száma | 692  | 846  | 1164 | 1364 | 1461 | 1542 | 1606 | 1653 | 1634 | 1595 |
|               | 1968 | 1982 | 1990 | 2006 | 2013 | 2015 | 2017 | 2019 | 2020 | 2022 |